# 胆汁酸
胆汁酸（英語：bile acids，簡稱BA），为胆汁的主要有机成分，是几种结构类似的类固醇酸的统称。在人类的胆汁中，结合型胆汁酸是主要的存在形式，在胆汁的pH环境下，几乎均以钠盐或钾盐的形式存在，称为胆汁酸盐，简称胆盐（bile salts）。

## 分类

### 按来源分
- 初级胆汁酸（primary bile acids）：由肝细胞直接合成的，包括胆酸、鹅脱氧胆酸、甘氨胆酸、牛磺胆酸、甘氨鹅脱氧胆酸、牛磺鹅脱氧胆酸。
- 次级胆汁酸（secondary bile acids）：脱氧胆酸、石胆酸、甘氨脱氧胆酸、牛磺脱氧胆酸、甘氨石胆酸、牛磺石胆酸。上述物质并非肝细胞最初产生的胆汁酸，而是经历了肠道细菌的分解，以及肠肝循环后形成的产物，故冠名为“次级”。

### 按化学结构分
- 游离胆汁酸（free bile acids）：胆酸（cholic acid）、脱氧胆酸（deoxycholic acid）、鹅脱氧胆酸（chenodeoxycholic acid）、石胆酸（lithocholic acid）。
- 结合胆汁酸（conjugated bile acids）：上述胆汁酸与甘氨酸、牛磺酸、硫酸、葡糖醛酸结合的产物。多与甘氨酸、牛磺酸结合，尤其是甘氨酸，仅有少量胆汁酸（主要是鹅脱氧胆酸和石胆酸）与硫酸、葡糖醛酸结合。按排列组合，可有16种产物，但常见的是4种，包括甘氨胆酸（glycocholic acid）、牛磺胆酸（taurocholic acids）、甘氨鹅脱氧胆酸（glycochenodeoxycholic acid）、牛磺鹅脱氧胆酸（taurochenodeoxycholic acid）。

附图：几种主要胆汁酸的化学结构

胆酸
甘氨胆酸
牛磺胆酸
脱氧胆酸
鹅脱氧胆酸

## 代谢
- 初级胆汁酸的生成：肝细胞以胆固醇为原料，经多个步骤合成初级胆汁酸，其中关键酶为胆固醇7α-羟化酶。将胆固醇转化为胆汁酸，这是肝脏清除胆固醇的主要方式。早期的降胆固醇治疗，就是采用口服胆汁酸结合剂，促进肝细胞合成更多胆汁酸，以消耗胆固醇。
- 次级胆汁酸的生成：胆汁排入肠腔后，结合型的初级胆汁酸在回肠和结肠上段被细菌水解为游离型初级胆汁酸，后者再发生7-位脱羟基作用，形成次级胆汁酸──胆酸转化为脱氧胆酸，鹅脱氧胆酸转化为石胆酸。
- 肠肝循环：排入肠道的各种胆汁酸约95％以上要被重吸收。回肠部的重吸收是主动重吸收，其余肠段为被动重吸收。重吸收的胆汁酸经门脉入肝，肝细胞重新摄取，转化为结合型胆汁酸再次排入肠道，于是形成肠肝循环（enterohepatic circulation）。肠肝循环的生理意义在于弥补肝细胞合成胆汁酸能力的不足──胆汁酸的日合成量仅为0.4克～0.6克，远远不能满足小肠对脂肪乳化的需要；借助肠肝循环，相当于每日有12克～32克胆汁酸进入肠道。
- 排出：未被重吸收的胆汁酸在肠菌作用下形成胆烷酸衍生物，由粪便排出。借助肠肝循环，肝脏只需合成这部分未被重吸收的胆汁酸即可。与硫酸、葡糖醛酸结合的胆汁酸水溶性明显增强，可由肾脏滤过排出，因此，胆道梗阻者此类化合物在尿中的含量会代偿性增加。

## 生理功能
胆汁酸为两性分子，主要起表面活性剂作用。
- 在胆汁中，胆汁酸可以避免胆固醇结晶析出。当胆汁中胆汁酸、卵磷脂、胆固醇比例失调时，可形成胆固醇结石。
- 在肠道中，胆汁酸有助于脂类物质乳化，增强其消化吸收。由于结合胆汁酸的酸性更强，在肠道的pH环境中能以离子的形式存在，因此其乳化的作用更强[1]。

## 药理作用
- 少量胆汁酸可作为促消化药，与消化酶配伍制成复方制剂。
- 可利用胆汁酸的肠肝循环，给予外源性胆汁酸后，可减少胆汁粘滞性，有利胆作用，同时可以溶解或预防胆固醇结石。较大剂量应用胆汁酸时，应注意其潜在的毒性。目前认为熊去氧胆酸（Ursodeoxycholic acid）的安全性较好。

## 检验医学
血清总胆汁酸（total bile acids，TBA）升高的临床意义：
- 生理性升高：见于進食後。
- 肝细胞损害：见于各种形式的肝损害、肝衰竭。有報導認為TBA是反映肝细胞损伤的敏感指标，还有助于估计预后，但这一观点存在争议。
- 胆道梗阻
- 门脉分流：门脉高压导致侧枝循环建立，TIPS手術（Transjugular Intrahepatic Portosystemic Shunt，一種接通肝門脈與肝靜脈之間的手術，可降低門脈壓力）後，重吸收的胆汁酸经侧枝绕过肝脏进入体循环，导致TBA上升。